# 大沼國定公園

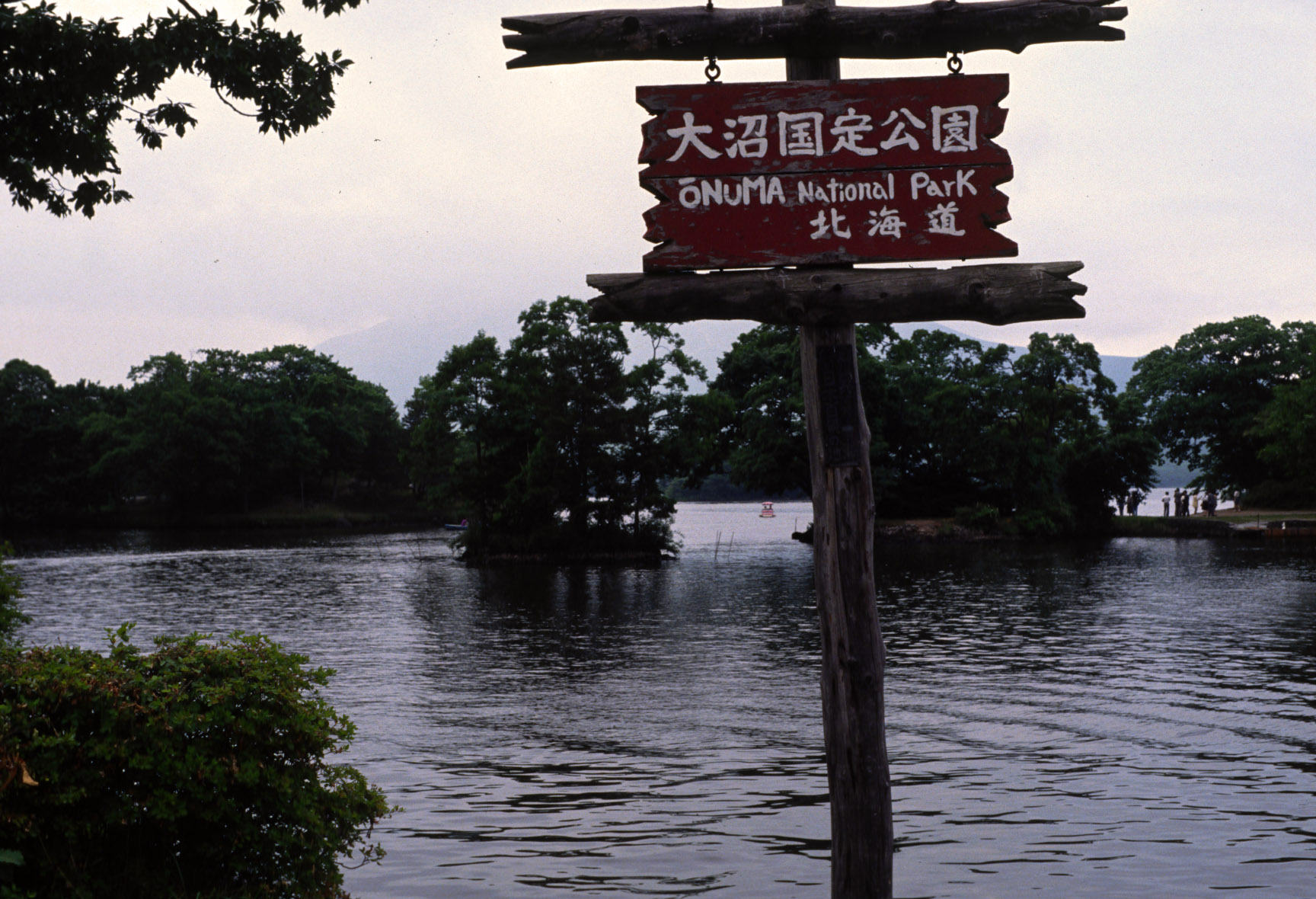
大沼

大沼國定公園（日语：／ Onuma Kokutei Kōen）為日本北海道渡島半島東側的國定公園，面積9,083公頃，是北海道內面積最小的國定公園。
搭乘北海道旅客鐵道函館本線至大沼公園車站後即可抵達。

## 概要
位於渡島半島南部、函館市北方約16公里。包含活火山北海道駒岳的火山活動所形成的大沼、小沼、蓴菜（じゅんさい）沼等湖沼。大沼上有大小126座小島、春至秋季適合騎車、慢跑、划船、賞楓等活動，冬季則以雪上摩托車與釣西太公魚等活動為主。

## 歷史
江戶時代起，小沼與蓴菜沼一帶是箱館往小樽方向的交通要衝。1872年（明治5年）札幌本道開通，宮崎重兵衛開設旅館，開始帶動觀光業，也吸引從函館港入國的外國人到訪。1881年（明治14年），明治天皇北海道行幸途中在此休息，成為道南的知名景點。1903年（明治36年）北海道鐵道大沼站開業後，大沼公園廣場地區也開始發展。1905年（明治38年），北海道廳在大沼周邊設立「道立公園」。1914年（大正3年），本多靜六擬定大型公園整備計畫。1915年（大正4年）大沼被選為「日本新三景」。1921年（大正10年），道立大沼公園正式成立。自然公園法制定後，1958年（昭和33年）升格為國定公園。
大沼周邊在2010年（平成22年）入選「日本紅葉名所100選」，2012年（平成24年）登錄為「拉姆薩公約」濕地。

### 沿革
- 1905年：北海道廳設立「道立公園」。
- 1915年：成為新日本三景。
- 1921年：成立道立大沼公園。
- 1958年7月1日：升格國定公園。[4]

## 景點
- 北海道駒岳
- 大沼
- 小沼
- 蓴菜沼

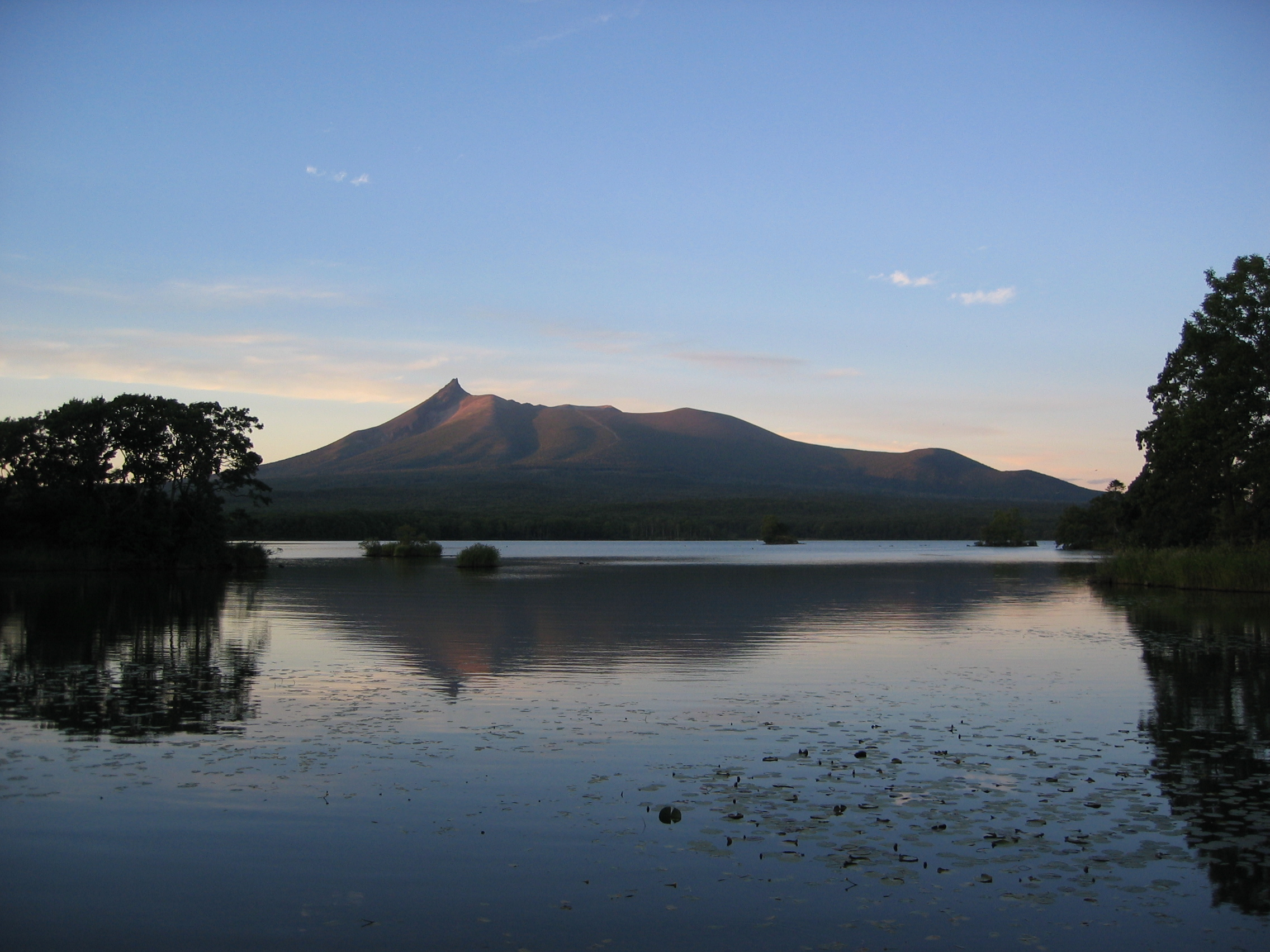
北海道駒岳（2006年9月）
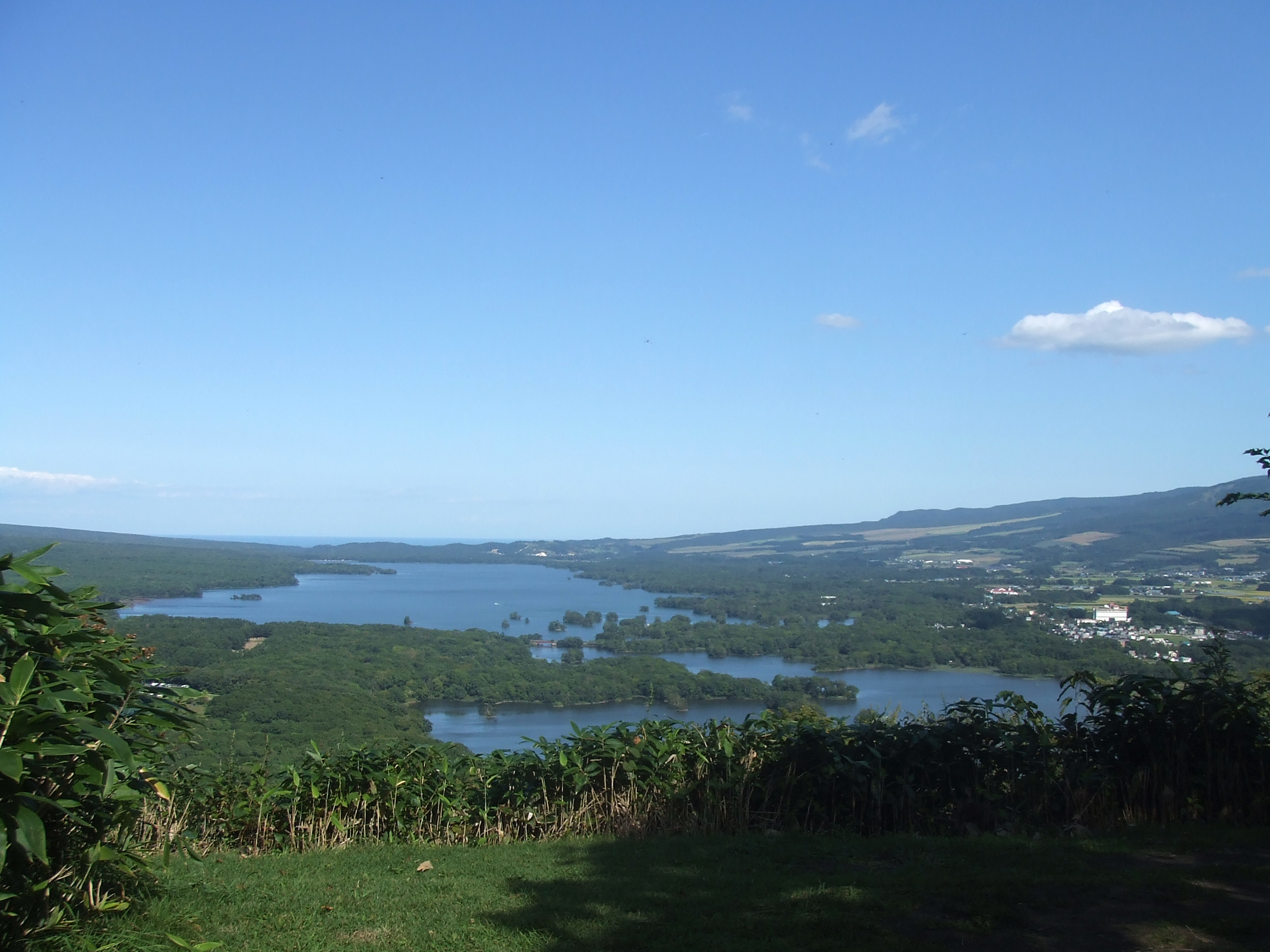
日暮山展望台眺望大沼、小沼（2008年9月）
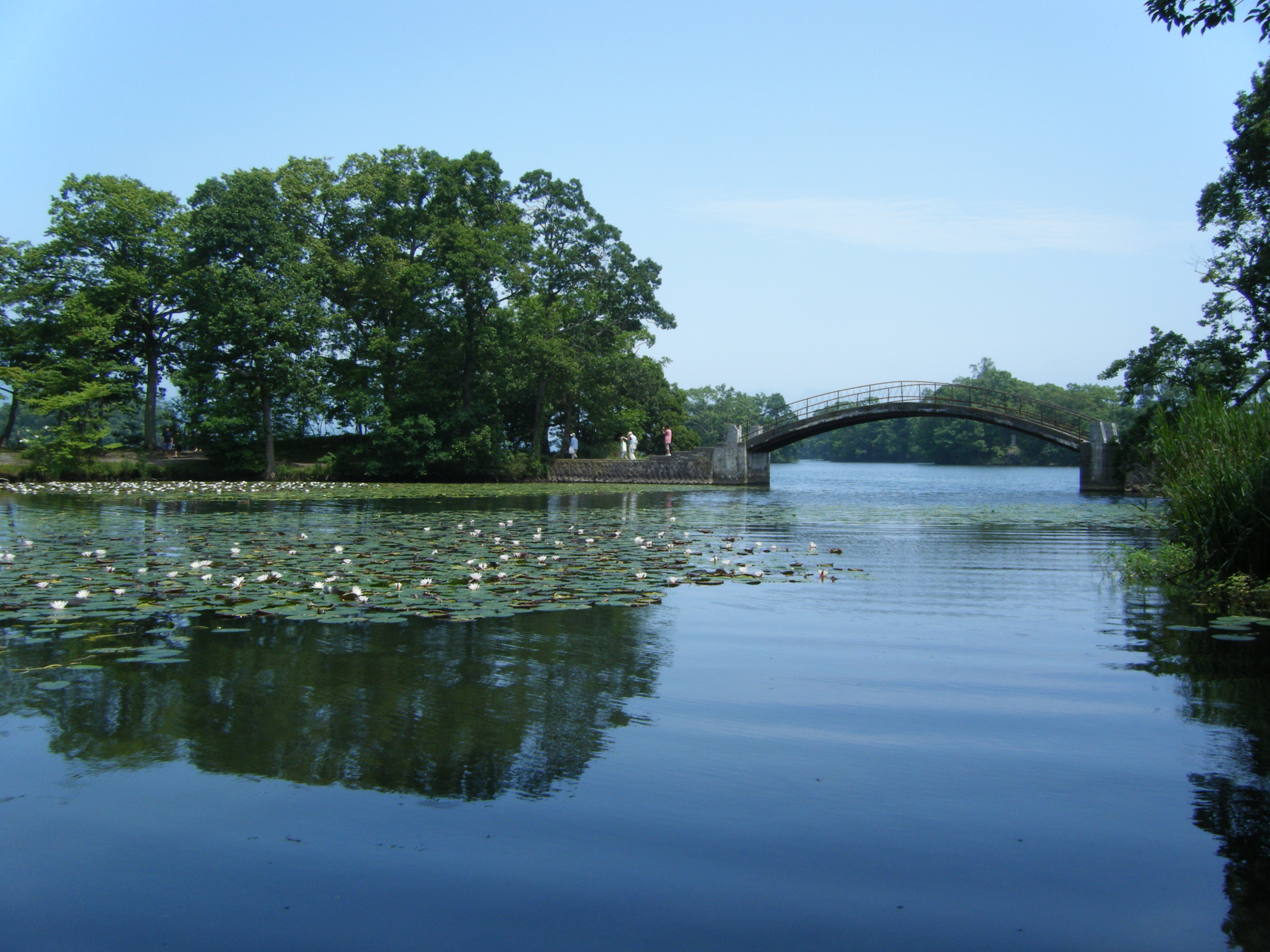
大沼（2009年8月）
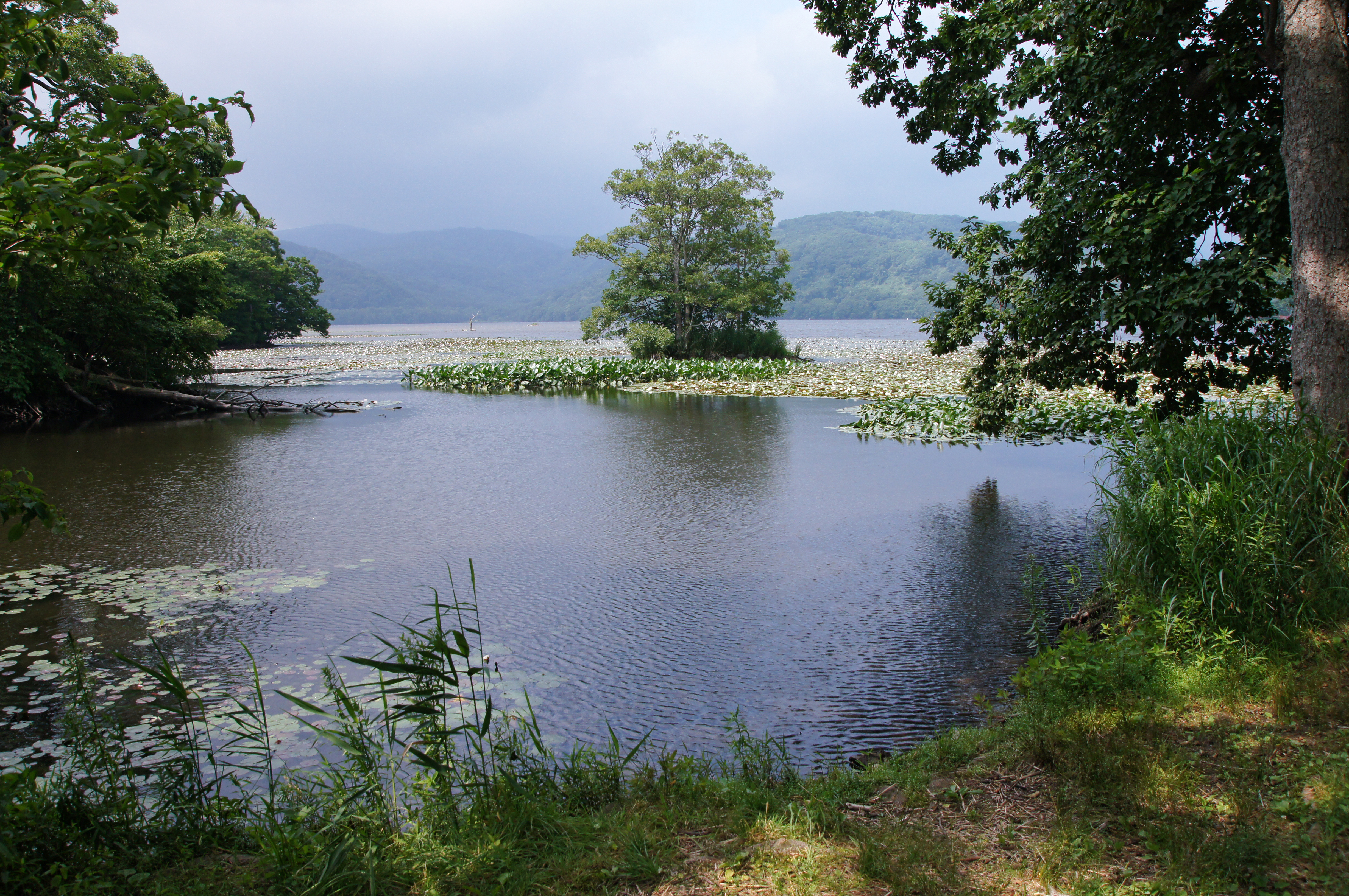
小沼（2012年7月）

## 所屬市町村
- 渡島支廳
  - 龜田郡
    - 七飯町

  - 茅部郡
    - 鹿部町
    - 森町

## 集團設施地區、公園服務
| 地區名 | 面積   | 所在地             | 使用人數（人） |
| ------ | ------ | ------------------ | -------------- |
| 南大沼 | 22.4ha | 北海道龜田郡七飯町 | 946,000        |

| 設施名                      | 設置者       | 所在地                         | 使用人數（人） |
| --------------------------- | ------------ | ------------------------------ | -------------- |
| 大沼自然交流中心            | 自然公園財團 | 北海道龜田郡七飯町大沼町1024-1 | -              |
| 大沼公園資訊                | 自然公園財團 | 北海道龜田郡七飯町大沼公園     | -              |
| 七飯町大沼國際交流廣場      | 七飯町       | 北海道龜田郡七飯町大沼町85-15  | -              |
| 七飯町大沼國際Seminar House | 七飯町       | 北海道龜田郡七飯町大沼町127-1  | -              |

## 外部連結
- 大沼國定公園 （页面存档备份，存于） - 北海道